# Tchébé-Tchébé
Tchébé-Tchébé est une localité du Cameroun située dans le département du Mayo-Tsanaga et la Région de l'Extrême-Nord, à proximité du mont Oupay et de la frontière avec le Nigeria. Elle fait partie de l'arrondissement de Mayo-Moskota et du canton de Moskota.

## Population
Lors du recensement de 2005, on y a dénombré 1 514 personnes.